# Révolution bourgeoise
Selon la terminologie marxiste, une révolution bourgeoise est une révolution dirigée par un parti ou un mouvement orienté à la mise en place d'un régime contrôlée par la bourgeoisie, ou transformant les rapports de production de sorte à favoriser le développement de celle-ci.